# Katrin Schreiter
Katrin Schreiter (née le 24 février 1969 à Arnstadt) est une ancienne athlète allemande spécialiste du 400 mètres. 

## Palmarès

### Championnats du monde d'athlétisme en salle
- Championnats du monde d'athlétisme en salle 1991 à Séville,  Espagne
  -  Médaille d'or du relais 4 × 400 mètres